# Guillaume Soro
Guillaume Kigbafori Soro (n. 1972) é um ex-guerrilheiro e político e foi primeiro-ministro da Costa do Marfim de 2007 até 2012. Anteriormente a sua nomeação como Chefe de Governo, Soro liderou primeiro o Movimento Patriótico da Costa do Marfim e depois o grupo rebelde Forças Novas de Costa do Marfim como seu secretário-geral.

## Guerra civil
Católico procedente do norte do país, Soro liderou o Movimento Patriótico da Costa de Marfim (MPCI) na rebelião de setembro de 2002 contra o presidente Laurent Gbagbo, fato que desencadeou a Guerra Civil Marfinesa. Em dezembro de 2002 o MPCI de Soro aliou-se com outros dois grupos rebeldes, o Movimento Popular Marfinês do Grande Oeste (MPIGO) e o Movimento Justiça e Paz (MJP), para formar as Forças Novas da Costa do Marfim, grupo do qual Soro foi nomeado Secretário Geral.